# Xochitl Mota-Pettis
Xochitl Citalli Mota Pettis (ur. 8 listopada 2000) – amerykańska zapaśniczka walcząca w stylu wolnym. Piąta na igrzyskach panamerykańskich w 2023. Złota medalistka mistrzostw panamerykańskich w 2023 i brązowa w 2022 roku.